# Буткин, Николай Григорьевич
Николай Григорьевич Буткин (19 ноября [1 декабря] 1896, Кривское, Пермская губерния — 30 июля 1976, Свердловск) — русский и советский врач-фтизиатр, кандидат медицинских наук; внёс большой вклад в развитие медицины на Урале, был организатором борьбы с туберкулезом. Являлся членом Всероссийского Научного Совета Центрального туберкулезного института и методической комиссии по борьбе с туберкулезом при Министерстве РСФСР, майор медицинской службы.

## Биография
Родился 19 ноября (1 декабря) 1896 года в семье волостного писаря Григория Ивановича Буткина (?—1915) в селе Кривском Кривской волости Шадринского уезда Пермской губернии, ныне село входит в Далматовский муниципальный округ Курганской области).
В 1907 году окончил церковно-приходскую школу, в 1911 году — Камышловское духовное училище и в 1916 году — пять классов Тобольской духовной семинарии (в семинарии преподавался полный восьмиклассный курс). В 1915 году вся семья переехала в Шадринск, после чего Николай поступил в Императорский Томский университет. Будучи студентом, навещал Шадринск, где принимал участие в жизни городской молодёжи, работал в редакции газеты Союза кредитных товариществ, участвовал в 1917 году в организации выборов в Шадринскую городскую Думу. Дружеские отношения сложились у него с Н. В. Здобновым, родственником по материнской линии.
В мае 1919 года Николай Буткин, будучи ещё студентом старших курсов, мобилизован в качестве фельдшера в Русскую армию адмирала А. В. Колчака. Был прикомандирован к шадринской городской больнице. После восстановления Советской власти в Шадринске, был 2 сентября 1919 года мобилизован в Рабоче-крестьянскую Красную армию. Осенью 1919 года было принято решение о демобилизации медиков старших курсов для окончания образования. В связи со сложным положением в шадринской городской больнице, Н.Г. Буткин остался в г. Шадринске и был назначен заведующим сыпно-тифозным отделением.
В марте 1920 года вернулся на учебу и в 1922 году окончил медицинский факультет Томского университета. Был направлен заведующим в Каргапольскую участковую больницу, а в 1924 году вернулся в Шадринск на должность санитарного врача. В мае 1925 года он организовал Шадринский туберкулезный диспансер на 10 коек. В октябре 1926 года прошёл специализацию по лечению туберкулеза в Научном туберкулезном институте Наркомата здравоохранения в Москве и после этого впервые в Шадринске применил метод искусственного пневмоторакса при лечении туберкулеза. В декабре 1932 года Н. Г. Буткин был переведен в город Свердловск в туберкулезный институт на должность заведующего организационно-методическим отделом; позднее заведовал хирургической клиникой туберкулеза.
Во время Великой Отечественной войны Николай Григорьевич, будучи в звании майора медицинской службы, был мобилизован в армию и направлен на Дальний Восток, где служил начальником лечебного отдела Океанского военного госпиталя (санаторий «Океанский» расположен на станции Санаторная в 19 километрах от Владивостока), затем — начальником эвакопункта № 54 25-й армии (Советско-японская война). Военную службу закончил начальником специализированного туберкулезного госпиталя в Свердловской области — около Нижнего Тагила.
После демобилизации в октябре 1949 года, работал начальником оргметодотдела, затем — заместителем заведующего Свердловского облздравотдела, в феврале 1952 года был переведен на должность заместителя директора по науке Уральского туберкулезного института. В 1951 году защитил кандидатскую диссертацию, в этом же году получил ученую степень кандидата медицинских наук, в 1953 году стал старшим научным сотрудником. В 1963 году вышел на пенсию. О своей жизни в Шадринске написал воспоминания «Страницы моей жизни».
Николай Григорьевич Буткин умер от повторного инфаркта 30 июля 1976 года в Свердловске Свердловской области, ныне город Екатеринбург — административный центр  Свердловской области области. Похоронен в городе Чернушка Чернушинского района Пермской области, ныне город — административный центр Чернушинского городского поселения и Чернушинского городского округа Пермского края, где жила младшая дочь.

## Награды
- Значок «Отличнику здравоохранения»
- Благодарность Министерства здравоохранения РСФСР, за многолетнюю научную и организационную работу.

## Память
В Государственном архиве города Шадринска хранятся подлинные документы Буткина, в архивном фонде Отдела здравоохранения Шадринского окружного исполкома имеется его личное дело.

## Семья
- Отец, Григорий Иванович Буткин, волостной писарь  (?—1915)
  - Брат, Павел Григорьевич Буткин (1896—3 ноября 1937), врач в г. Свердловске, расстрелян[4].
- Жена, Ольга Николаевна Сартакова. Женились в  1920 году, у них родились дочери Ксения и Галина. В свою семью они взяли сестру и брата Ольги Николаевны (Нина и Михаил), оставшихся сиротами после смерти родителей от сыпного тифа[3]. Во время войны к ним в свердловскую квартиру поселили эвакуированную из блокадного Ленинграда семью — мужа с женой и их дочкой Инной. Ольга Николаевна до 1953 года работала врачом-диетологом в Свердловск в Институте охраны материнства и младенчества, во время войны отвечала за качество питания всех молочных кухонь Свердловска. В 1952 году вышла её книга «Приготовление пищи для детей»[5].
- Дочь, Ксения Николаевна — педиатр и эндокринолог, кандидат медицинских наук.
- Дочь, Галина Николаевна